# Шершень звичайний
 Шершень звичайний (Vespa crabro) — найбільша оса, що мешкає на території Європи, крім північних та крайніх південних районів. Довжина особин до 35 мм. Зазвичай утворюють невеликі колонії чисельністю від 100 до 300 особин. Полюють на різноманітних комах (бджоли, оси, мухи, бабки), також споживає квітковий нектар, фрукти та їх сік. Шершень звичайний через свій розмір помилково вважається агресивним видом.

## Опис

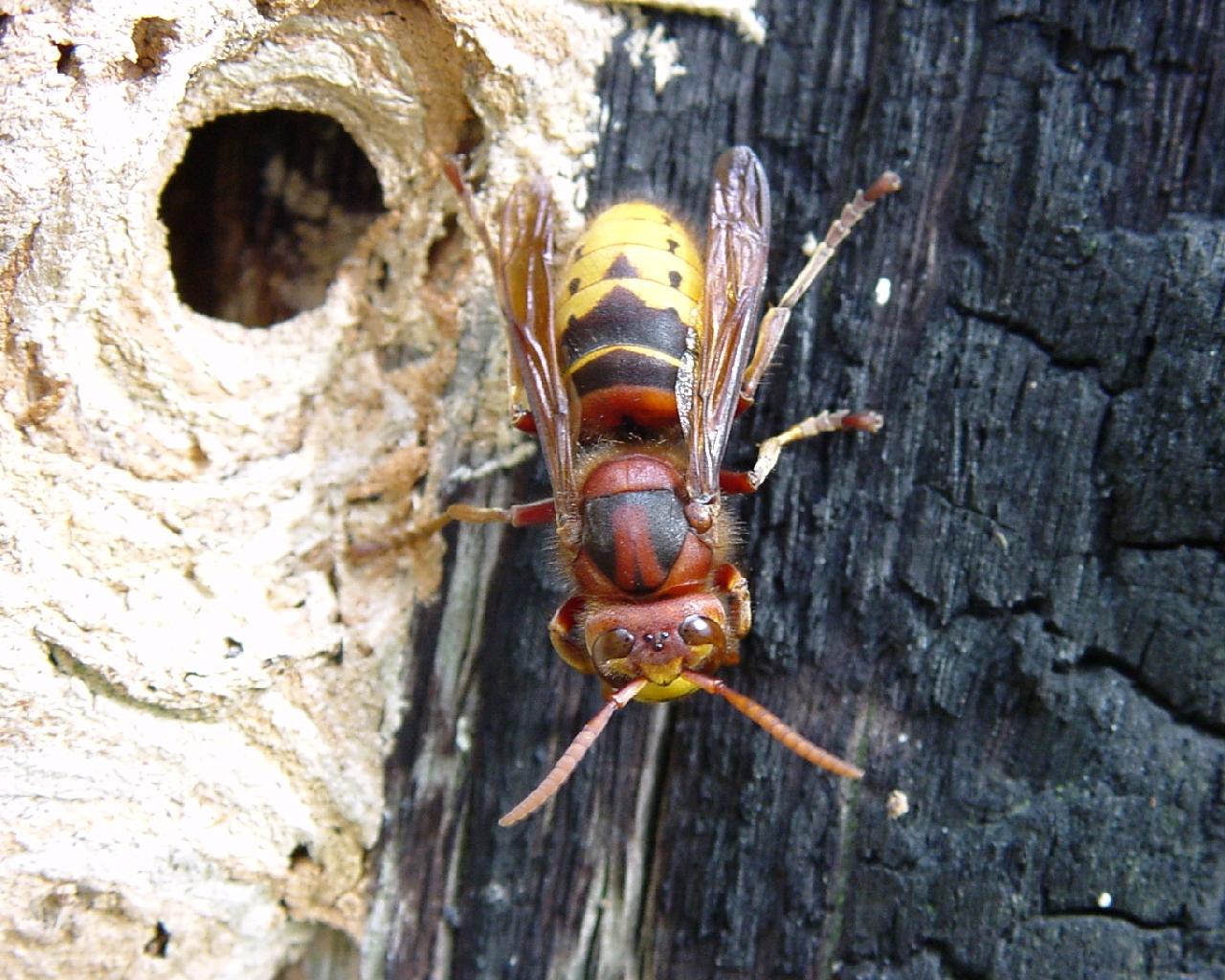
Вигляд шершня зверху

Довжина матки варіює від 25 до 35 міліметрів, робочі особини та самці коротші. Самці та самиці трохи відрізняються за будовою: у самців 13 сегментів вусиків, у самиць — 12, так само, як і в інших ос. Черевце самця має 7 видимих сегментів, черевце самиці на 1 сегмент менше.
Робочі особини та матка мають жало — видозмінений яйцеклад, який вони застосовують для захисту від ворогів.
Шершень має глибокий розріз очей, які нагадують букву С. Очі мають червонувато-помаранчевий колір. Черевце смугасте, жовтого та чорного кольорів. Звичайний шершень більший за звичайних ос, але менший від, наприклад, гігантського азійського шершня та інших азійських шершнів. Шершень має волоски, хоча їх менше, ніж у більшості бджіл.
Гнізда шершнів схожі на осині та мають подібну будову, лише зазвичай бурого, а не сірого, кольору. Це пов'язано з тим, що шершні використовують для їх створення інші види дерев.
Звичайні шершні відносно не агресивні, на відміну від ос, і кусають людей або тварин головним чином якщо потривожити гніздо, або якщо шершень застосовує жало для самооборони (причому зазвичай він намагається врятуватися втечею та застосовує жало лише якщо його схопити). Цікаво, що шершень здатен регулювати кількість отрути під час укусу - захищаючи гніздо, оса випускає в рану максимальну дозу отрути, а якщо її схопити поза гніздом, вона, захищаючись, пускає значно менше отрути або навіть може наносити "сухі" уколи. Тому укус під час захисту гнізда значно небезпечніший. Укуси шершня досить болючі, при наявності алергії на осину отруту небезпечні для життя. Багато укусів за один раз (якщо, наприклад, потривожити гніздо) також може загрожувати життю людини.

## Ареал
Звичайний шершень поширений по всій території Європи, крім її північних та крайніх південних районів. Це єдиний шершень, який мешкає на території України і на Європейській території Росії (крім північних районів). На сході доходить до Уральських гір та Західного Сибіру (виявлений в околицях Ханти-Мансійська та Сургута). Однак у низці місць потребує охорони.
Також звичайного шершня було інтродуковано приблизно в середині XIX століття до Північної Америки.Там він мешкає приблизно на тих самих широтах, що і в Європі, проте не живе на заході Північної Америки.
В Азії звичайний шершень мешкає на півдні Сибіру, в Казахстані, а також на сході Китаю.

## Розмноження

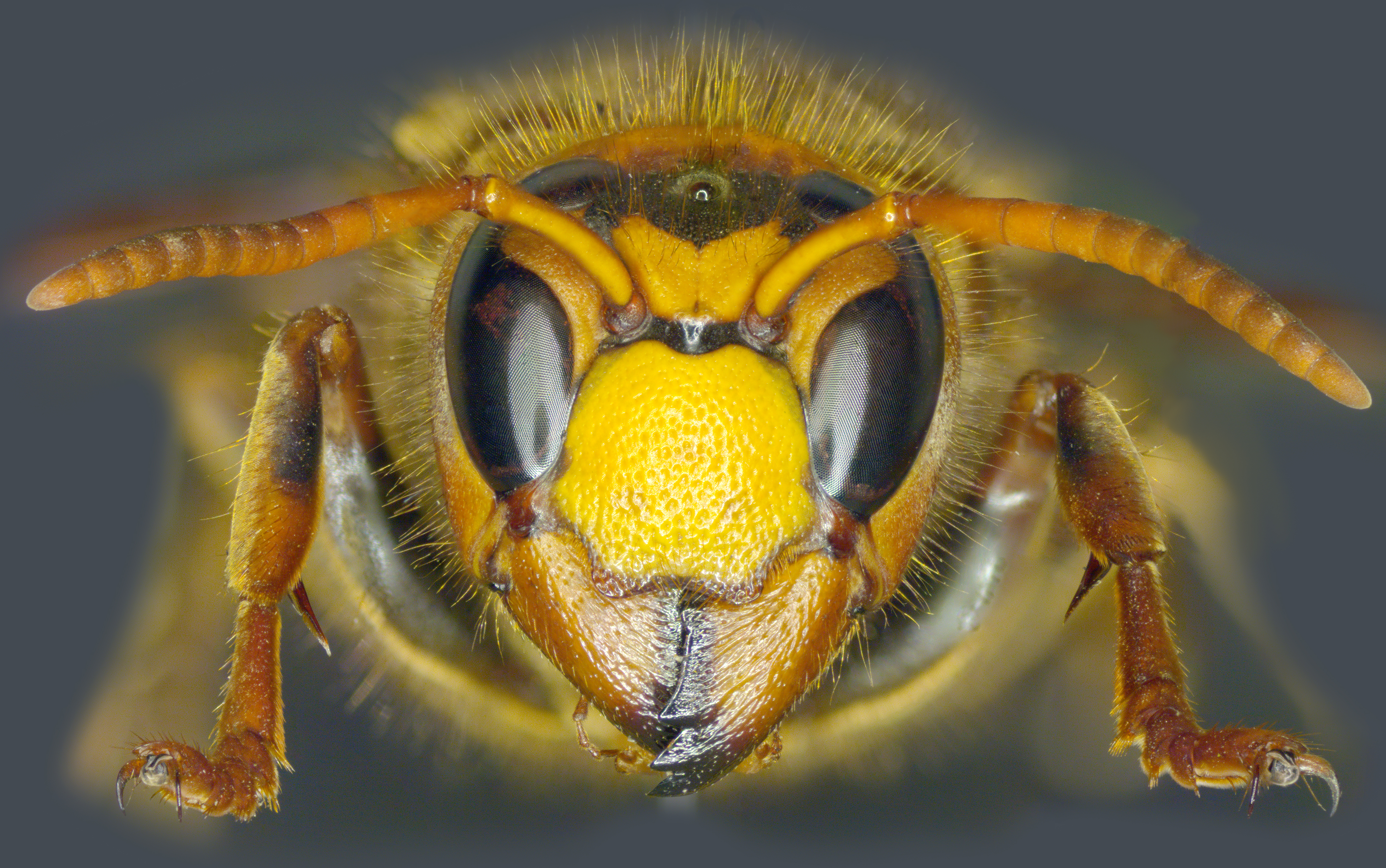
Шершень звичайний, матка (Vespa crabro, Linnaeus, 1758)

Шершні звичайні зазвичай утворюють невеликі колонії чисельністю від 100 до 300 особин. Вони складаються з матки (королеви), трутнів і робочих особин. За сезон буває тільки одне покоління. Колонія засновується однією маткою. Вона прокидається навесні після зимової сплячки та створює стільники, які нагадують папір з пережованої деревини. Матка відкладає яйця в комірки, діаметр яких спочатку становить 8 мм, а потім із розбудовою гнізда збільшується до 10 мм. Перші личинки вилуплюються в червні. Їх годує матка. Годуванням подальшого потомства займаються робочі шершні. Поступово гніздо розростається. Інкубація відкладених яєць триває від 5 до 8 діб. Інтенсивне годування личинок продовжується 12-17 днів. Стадія лялечки триває близько двох тижнів. Весь цикл розвитку робочих особин становить в середньому 30 днів, а маток 37 днів. Виліт шершнів звичайних відбувається з березня по жовтень. Після вильоту молодих маток і трутнів вони перестають годувати решту личинок і стару матку, які незабаром гинуть від голоду. Самі вони вмирають після перших заморозків. Запліднені самки восени знаходять нори в землі, дупла напівгнилих дерев або інші захищені місця, де залишаються зимувати до початку весни.

## Живлення
Раціон дорослих особин складається переважно з різноманітних комах. У Європі в ньому переважають мухи, а в Азії — бджоли, оси та бабки. Японські популяції надають явну перевагу цикадам. Крім їжі тваринного походження вони споживають квітковий нектар, фрукти та солодкий фруктовий сік. Робочі особини годують личинок пережованими комахами, які багаті на білок.

## Взаємовідносини з людиною

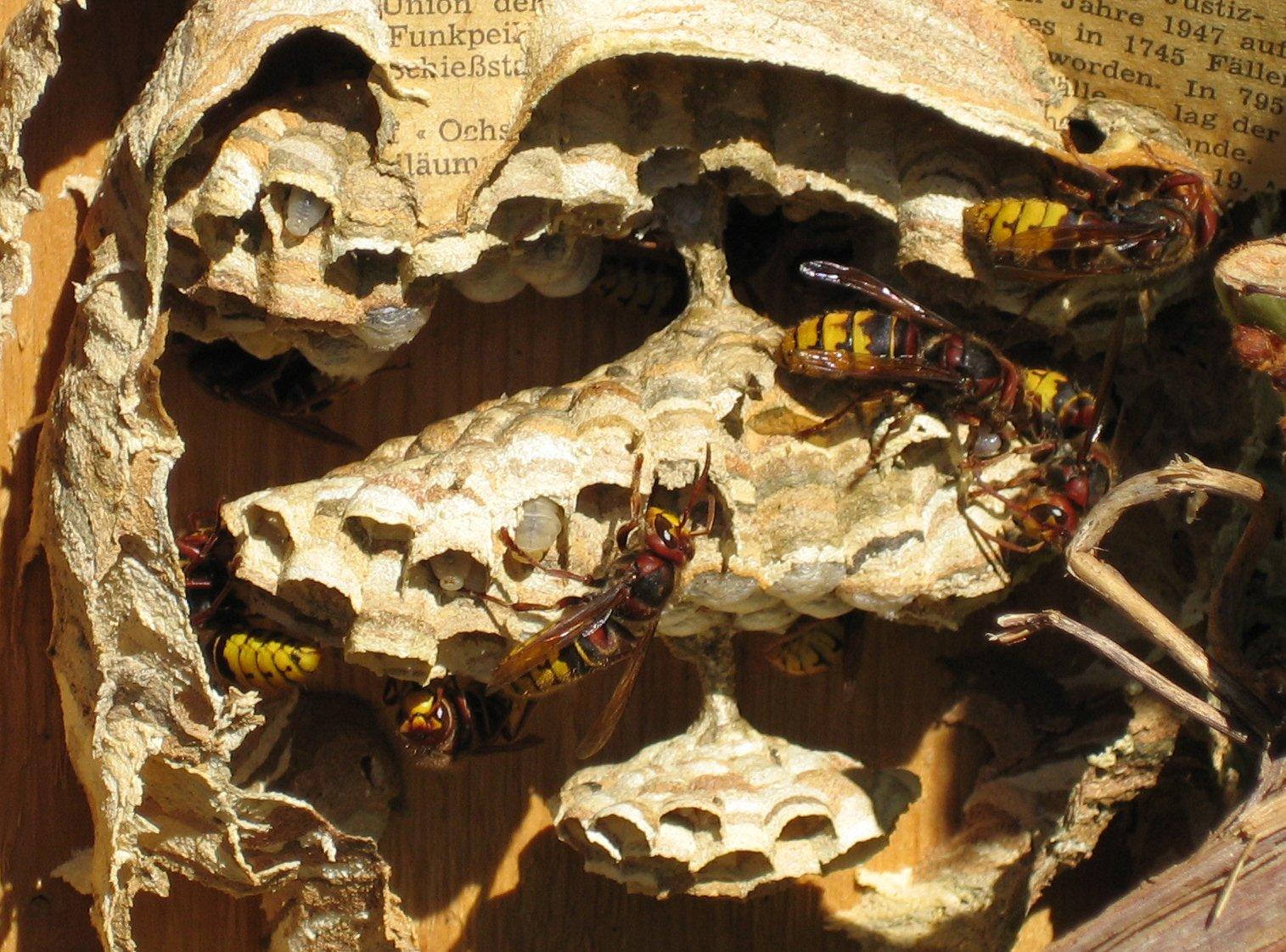
Вид гнізда шершнів

У зв'язку зі своїми значними розмірами, європейського шершня часто вважають дуже агресивним та небезпечним. Багато людей бояться цих комах. Деякі люди вважають, що трьох укусів шершня досить, щоб убити людину, а сім здатні вбити коня. Однак насправді шершні звичайні безпечніші ніж звичайні паперові оси — навпаки, вони значно менш агресивні. З іншого боку, інші види шершнів, наприклад азійський величезний шершень, значно більш небезпечні, ніж звичайні оси.
Якщо шершень потрапив у приміщення через вікно, то він буде повільно сканувати приміщення в пошуках виходу і з часом сам його знайде. Для цього потрібно всього лише залишити відкритим вікно або двері. Однак, якщо потривожити гніздо, то численні робочі особини будуть його рішуче захищати. Однак при наближенні до гнізда на відстань до 50 сантиметрів (повільно) вони не нападуть. Шершні не вважають людину ворогом й переходять до оборони й нападу лише тоді, коли бачать пряму загрозу гнізду (наприклад, якщо чіпати гніздо чи дупло, в якому воно знаходиться, або ж якщо робити різкі рухи в сторону гнізда. У той же час якщо поблизу гнізда самих шершнів брати наприклад, пінцетом або дозволяти їм сідати на одяг (не чіпаючи гнізда), вони все одно нападати не будуть. Гнізда шершнів не є проблемою, за винятком їх фекалій, які погано пахнуть.

### Охорона шершня
У зв'язку зі страхом багатьох людей перед шершнями, їх гнізда часто знищують. У зв'язку з цим чисельність шершнів різко впала, і в низці місць він є на межі вимирання. У Німеччині, Австрії, а також в інших країнах європейський шершень перебуває під охороною від 1 січня 1987 року, їх знищення заборонено законом, а штраф за знищення гнізда в Німеччині становить до 50 000 євро.

## Список підвидів
Шершень має кілька підвидів:
- Vespa crabro crabro, Linnaeus, 1758
- Vespa crabro vexator, Harris, 1776
- Vespa crabro germana, Christ, 1791
- Vespa crabro crabroniformis, Smith, 1852
- Vespa crabro oberthuri, du Buysson, 1902
- Vespa crabro flavofasciata, Cameron, 1903
- Vespa crabro altaica, Perez, 1910
- Vespa crabro caspica, Perez, 1910
- Vespa crabro chinensis, Birula, 1925